# Proklamation
Eine Proklamation (von lateinisch proclamare, „laut ausrufen, schreien“; aus pro, „vor, für“, und clamare, „rufen“; und von französisch proclamation, „Ausrufung, Verkündigung“) ist ein öffentlicher Aufruf, eine Bekanntmachung oder eine öffentliche Erklärung, historisch durch einen Proklamator vollzogen.
Man unterscheidet allgemein zwischen offiziellen Proklamationen von Staaten oder Staatsorganen mit verbindlichem Charakter und Proklamationen politisch-sozialer Gruppen bzw. Organisationen, die beide die Stimmung der Angesprochenen für sich zu gewinnen versuchen. Außerdem wird die Prozedur der Ausrufung des Antritts einer Herrschaft über ein bestimmtes Herrschaftsterritorium als Proklamation bezeichnet. So fand am 1. Januar 1806 beispielsweise die Proklamation von Kurfürst Maximilian I. Joseph als König von Bayern statt.
Die Bekanntmachung der Heiratsabsicht von zwei Personen, des Aufgebots, wurde als „Proklamation“ bezeichnet, da sie durch Verlesen eines entsprechenden Textes im Rahmen des Gottesdienstes geschah.
In den Städten wurden bis in die Neuzeit Gesetze, Verordnungen etc. „proklamiert“, damit sie bekannt und wirksam wurden.

## Völkerrecht
Das Völkerrecht hingegen definiert die Proklamation als die formale Erklärung eines oder mehrerer Staaten über eigene Auffassungen oder Absichten über die Beziehungen zwischen Staaten, die sich nicht an bestimmte Adressaten, sondern an die Staatengemeinschaft allgemein richtet.
So spielen einseitige Proklamationen zum Beispiel im Seerecht eine besondere Rolle. Im Unterschied zu Verträgen fehlt es den mehrseitigen Proklamationen am Verpflichtungscharakter.

## Beispiele

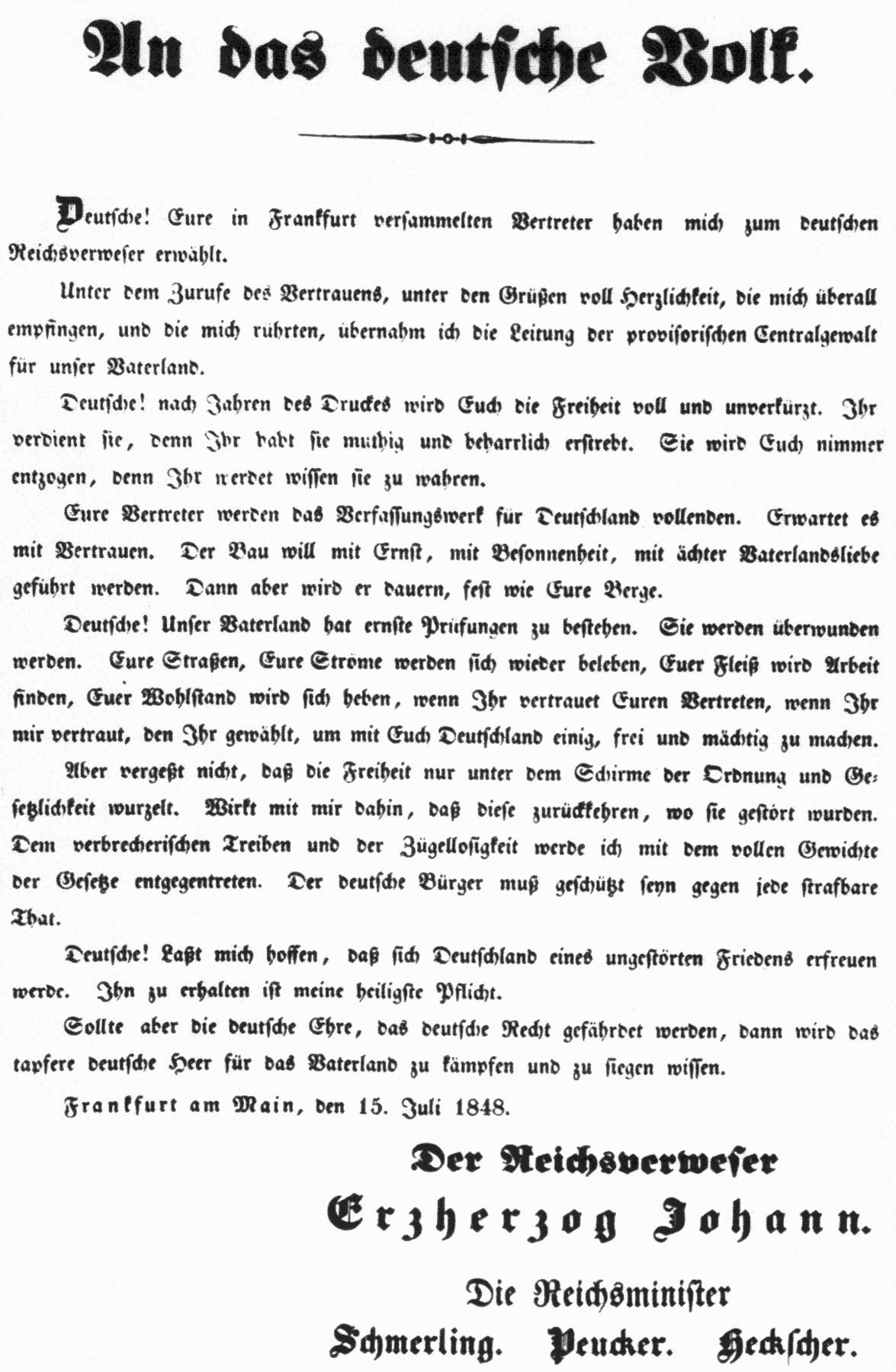
Die Proklamation des Reichsverwesers, des ersten gesamtdeutschen Staatsoberhauptes, von 1848

- Die Proklamationen des preußischen Königs Friedrich Wilhelm IV. im Rahmen der Märzrevolution 1848.
- Die Proklamation „An das deutsche Volk“ des Reichsverwesers vom 15. Juli 1848 kündigte den Deutschen einen Regierungsantritt an.
- Die deutsche Kaiserproklamation von Versailles am 18. Januar 1871 war ein symbolischer Akt: Der preußische König Wilhelm bekräftigte, dass er die Kaiserwürde annahm, und die Fürsten bekräftigten, dass das ihr Wunsch war. Symbolisch deshalb, da Wilhelm bereits am 1. Januar verfassungsgemäß Kaiser wurde. Der Akt ist also nicht gleichbedeutend mit der Reichsgründung, auch wenn die spätere Bezeichnung „Reichsgründungstag“ dies nahelegt.
- Oster-Proklamation – 24. April 1916 Erklärung über die Unabhängigkeit Irlands von Großbritannien.
- Die Ausrufung der Republik in Deutschland am 9. November 1918 war inhaltlich eine Proklamation. Formell hingegen war der SPD-Politiker und Staatssekretär Philipp Scheidemann zu dieser Handlung nicht ermächtigt, weder vom Reichskanzler noch vom Parteivorsitzenden. Ebenso konnte der Spartakus-Politiker Karl Liebknecht bei seiner Ausrufung am selben Tag allenfalls für eine politische Gruppierung sprechen.
- Dagegen handelte es sich bei den Proklamationen des Alliierten Kontrollrats vom 30. August, 20. September und 20. Oktober 1945 um Gesetzgebungsakte.
- 18. Juni 1946 – Proklamation der Republik Italien.
- 15. November 1983 – einseitige Proklamation der „Türkischen Republik Nordzypern“.
- 24. Mai 1993 – Proklamation der Unabhängigkeit Eritreas.
- 11. November 1994 – Bekanntmachung der Proklamation der Bundesregierung über die Ausweitung des deutschen Küstenmeeres.[1]
- In der Vorkarnevalszeit wird feierlich zur Prinzenproklamation aufgerufen.